# معبد خورهه
معبد خورهه با قدمت ۲۲۰۰ سال مربوط به دوره سلوکیان است و در شمال شرق شهرستان محلات، در دهستان خورهه واقع شده و این اثر در تاریخ ۱۵ دی ۱۳۱۰ با شمارهٔ ثبت ۱۳۱ به‌عنوان یکی از آثار ملی ایران به ثبت رسیده‌است. این بنا در منطقه پشت گدار قرار دارد و از شمال به رشته کوه‌های هفتاد قله و از جنوب به رشته کوه‌های یخچال مرتبط شده‌است و تا شهر محلات به میزان ۴۸ کیلومتر بعد مسافت دارد.
حفاری‌های باستانی این مکان در تابستان ۱۹۵۵ (میلادی) توسط اداره باستان‌شناسی ایران به عمل آمد و در خلال این کاوش‌ها، تعدادی سفال و چند تکله نقره متعلق به دوره سلوکیان کشف شد. در پایان این کاوش‌ها، باستان‌شناسان کشف کردند که ساختمان خورهه مرکب از ۳ ساختمان مرتبط به هم بوده‌اند.